# 西沢淳男
西沢 淳男（にしざわ あつお、1964年 - ）は、東京都生まれの日本史学者。高崎経済大学教授。専攻は日本近世史、地域史。

## 経歴
- 1987年　法政大学文学部史学科卒業
- 1990年　法政大学大学院人文科学研究科修士課程修了
- 1994年　法政大学大学院人文科学研究科博士後期課程満期退学[1]
- 2005年　「江戸幕府の代官制度と陣屋に関する研究」で博士（歴史学）
- 2010年　高崎経済大学地域政策学部准教授[2]
- 2015年　高崎経済大学地域政策学部教授[3]

## 編著書
- 『お役人 代官、手付、手代たち』飯島町歴史民俗資料館 飯島陣屋ブックレット 1994
- 『幕領陣屋と代官支配』岩田書院 近世史研究叢書 1998
- 『江戸幕府代官履歴辞典』編 岩田書院 2001
- 『代官の日常生活 江戸の中間管理職』講談社選書メチエ 2004